# Przestrzeń ściśle wypukła
Przestrzeń ściśle wypukła – przestrzeń unormowana {\displaystyle X} o tej własności, że brzeg kuli jednostkowej (tj. sfera jednostkowa) tej przestrzeni nie zawiera odcinka, tj. każda prosta w przestrzeni {\displaystyle X} ma co najwyżej dwa punkty wspólne ze sferą jednostkową.

## Definicje równoważne
Niech {\displaystyle X} będzie przestrzenią Banacha. Wówczas następując warunki są równoważne:
- {\displaystyle X} jest ściśle wypukła,
- jeżeli {\displaystyle x\neq y} są elementami sfery jednostkowej przestrzeni {\displaystyle X,} to {\displaystyle \|x+y\|<2.}
- jeżeli {\displaystyle x\neq y} są elementami sfery jednostkowej przestrzeni {\displaystyle X,} to {\displaystyle \|\alpha x+(1-\alpha )y\|<1} dla wszelkich {\displaystyle 0<\alpha <1.}
- jeżeli {\displaystyle x} i {\displaystyle y} są niezerowymi elementami przestrzeni {\displaystyle X} oraz {\displaystyle \|x+y\|=\|x\|+\|y\|,} to {\displaystyle x=cy} dla pewnej liczby {\displaystyle c}[1].

## Przykłady
- Przestrzeń c0 nie jest ściśle wypukła, gdyż dla {\displaystyle x=(1,1,0,0,\dots ),} {\displaystyle y=(1,0,0,\dots ),} {\displaystyle \|x+y\|=2=\|x\|+\|y\|,} jednak {\displaystyle x} i {\displaystyle y} nie są liniowo zależne[2]. Ogólniej, jeżeli przestrzeń zwarta Hausdorffa {\displaystyle K} ma co najmniej 2 punkty, to przestrzeń funkcji ciągłych {\displaystyle C(K)} nie jest ściśle wypukła[2].
- Dla {\displaystyle p\in [1,\infty ],} przestrzeń ℓp (bądź {\displaystyle L_{p}[0,1]}) jest ściśle wypukła wtedy i tylko wtedy, gdy {\displaystyle p\in (1,\infty ).} (W tym przypadku, z nierówności Hannera wynika, że są one jednostajnie wypukłe).

## Przenormowania ściśle wypukłe
- Jeżeli {\displaystyle Y} jest przestrzenią ściśle wypukłą, a {\displaystyle X} jest taką przestrzenią Banacha, że istnieje różnowartościowy, ograniczony operator liniowy {\displaystyle T\colon X\to Y,} to wzór {\displaystyle \|x\|_{T}=\|x\|+\|Tx\|(x\in X)} określa normę równoważną w {\displaystyle X,} która jest ściśle wypukła. W konsekwencji, w każdej ośrodkowej przestrzeni Banacha {\displaystyle X} można wprowadzić normę równoważną, która jest ściśle wypukła, ponieważ istnieje operator różnowartościowy {\displaystyle T\colon X\to \ell _{2}.}
- Day wykazał, że dla każdego zbioru nieprzeliczlnego {\displaystyle \Gamma } przestrzeń {\displaystyle \ell _{\infty }(\Gamma )} wszystkich ograniczonych funkcji rzeczywistych na {\displaystyle \Gamma } nie ma równoważnej normy ściśle wypukłej (nie ma takiej normy podprzestrzeń przestrzeni {\displaystyle \ell _{\infty }(\Gamma ),}) złożona z tych funkcji których co najwyżej przeliczalnie wiele współrzędnych jest niezerowych[3] W tej samej pracy, Day wykazał, że w {\displaystyle c_{0}(\Gamma )} istnieje równoważna norma ściśle wypukła. Amir i Lindenstrauss wykazali, że dla każdej przestrzeni typu WCG {\displaystyle X} istnieje różnowartościowy, ograniczony operator liniowy {\displaystyle T\colon X\to c_{0}(\Gamma )} dla pewnego zbioru {\displaystyle \Gamma }[4]. W konsekwencji w każdej przestrzeni typu WCG można wprowadzić równoważną normę ściśle wypukłą.
- Operator {\displaystyle T\colon \ell _{\infty }\to \ell _{2}} dany wzorem {\displaystyle T(x_{n})=(x_{n}\cdot n^{-1})} jest ograniczony i różnowartościowy, a zatem w przestrzeni {\displaystyle \ell _{\infty }} można wprowadzić równoważną normę ściśle wypukłą. Bourgain udowodnił, że w przestrzeni ilorazowej {\displaystyle \ell _{\infty }/c_{0}} nie ma ściśle wypukłej normy równoważnej[5].